# Comité national olympique du Turkménistan
Le Comité national olympique du Turkménistan est fondé en 1990 lors de la dislocation de l'URSS. Son président est Gurbanguly Berdimuhamedow.